# Lotto–Dstny
Lotto–Dstny (cod UCI | LTD) este o echipă profesionistă de ciclism belgiană sponsorizată de loteria belgiană și de Dstny, un furnizor de comunicații de afaceri.

## Sponsori

### Lotto
Lotto are o lungă istorie de sponsorizare în ciclism, începând în anul 1984 cu sponsorizarea Tönissteiner-Lotto-Mavic-Pecotex. În 1985, a devenit sponsor principal al unei echipe care purta doar numele său. Walter Godefroot și Patrick Lefevere au fost la început directori sportivi. Fuziunea echipelor Loto-Adecco și Domo-Farm Frites pentru startul sezonului 2003 a creat echipa Lotto-Domo.

### Omega Pharma
Omega Pharma a fost anterior un co-sponsor al echipeiQuick Step-Davitamon în 2003 și 2004. Omega Pharma a devenit sponsor principal, în 2005, sub numele lor de brand Davitamon. Numele echipei a trecut de la brandul Omega Pharma, Predictor, în 2007 la brandul Silence în 2008. Începând cu anul 2010 echipa a devenit cunoscută caOmega Pharma-Lotto.

## Structura echipei curente
Echipa este condusă de belgienii Marc Sergent și Coeman Geert și sunt asistati de concetățenii lor Hendrik Redant, Herman Frison și fostul selectioner al echipei belgiei, José de Cauwer, precum și de italianul Roberto Damiani.
Echipa este o forță în Clasicele de Primăvară prin cicliști ca: Philippe Gilbert în clasicele din Ardeni sau prin Leif Hoste în clasicele pe pavate.

## Obiectivul echipei pentru 2010
Marc Coucke a semnalat o nouă orientare pentru echipă în sezonul 2010, dupa o campanie dezamagitoare în Turul Franței din 2009. Coucke a confirmat faptul că ciclistul belgian, Jurgen Van den Broeck va deveni leaderul echipei în 2010. A fost o alegere reușită deoarece van den Broeck a terminat pe locul 5 in Turul Frantei 2010

## Rezultate Mari

### 2007
- Locul 1, Etapa 3, Jayco Bay Classic - Robbie McEwen
- Locul 1, Etapa 5, Tour of Qatar - Greg Van Avermaet
- Locul 1, Etapa 1b (Team time trial), Settimana Ciclistica Internazionale Coppi-Bartali
- Locul 1, Cel Mai bun catarator, 4 Jours de Dunkerque - Bert Roesems
- Locul 1, Etapa 2, Giro d'Italia - Robbie McEwen
- Locul 1,Etapa 1, Tour de France - Robbie McEwen
- Locul 2, Clasament General, Tour de France - Cadel Evans

### 2008
- Locul 2, Clasament General, Tour de France - Cadel Evans
- Locul 1,Etapa 9, Vuelta a España - Greg Van Avermaet
- Locul 1, Clasificare Pe Puncte, Vuelta a España - Greg Van Avermaet

### 2009
- Locul 1  Road Race World Champion - Cadel Evans
- Locul 1 Giro di Lombardia - Philippe Gilbert
- Locul 1 Paris–Tours - Philippe Gilbert
- Locul 1 Etapa 20 Giro d'Italia - Philippe Gilbert
- Locul 2 Clasament General, Settimana internazionale di Coppi e Bartali - Cadel Evans

Locul 1 Etapa 5,  - Cadel Evans
- Locul 2 Clasament General, Critérium du Dauphiné Libéré - Cadel Evans

Locul 1 Etapa 1  - Cadel Evans
Locul 1  Clasificare Pe Puncte  - Cadel Evans
Locul 3 Clasament General, Vuelta a España - Cadel Evans

### 2010
- Locul 1 Amstel Gold Race - Philippe Gilbert
- Locul 1 Etapa 6 Giro d'Italia - Matthew Lloyd
- Locul 1 Etapa 3 Vuelta a España - Philippe Gilbert

## Echipa

### 2016
| Team roster 2016                                           | Team roster 2016   | Team roster 2016                              | Team roster 2016 |
| Ciclist                                                    | Data nașterii      | Previous team                                 |                  |
| ---------------------------------------------------------- | ------------------ | --------------------------------------------- | ---------------- |
| Sander Armée                                               | 10 decembrie 1985  | Topsport Vlaanderen-Baloise (2013)            |                  |
| Lars Bak                                                   | 16 ianuarie 1980   | HTC-Highroad (2011)                           |                  |
| Tiesj Benoot                                               | 11 martie 1994     | Lotto-Belisol U23 (2014)                      |                  |
| Kris Boeckmans                                             | 13 februarie 1987  | Vacansoleil-DCM (2013)                        |                  |
| Stig Broeckx                                               | 10 mai 1990        | Lotto-Belisol (2013)                          |                  |
| Sean De Bie                                                | 3 octombrie 1991   | Leopard-Trek Continental (2013)               |                  |
| Jasper De Buyst                                            | 24 noiembrie 1993  | Topsport Vlaanderen-Baloise (2014)            |                  |
| Bart De Clercq                                             | 26 august 1986     | Davo-Lotto (2010)                             |                  |
| Thomas De Gendt                                            | 6 noiembrie 1986   | Omega Pharma-Quick Step (2014)                |                  |
| Jens Debusschere                                           | 28 august 1989     | PWS Eijssen (2010)                            |                  |
| Gert Dockx                                                 | 4 iulie 1988       | HTC-Columbia (2010)                           |                  |
| Frederik Frison                                            | 28 iulie 1992      | Lotto-Soudal U23 (2015)                       |                  |
| Tony Gallopin                                              | 24 mai 1988        | RadioShack-Leopard (2013)                     |                  |
| André Greipel                                              | 16 iulie 1982      | HTC-Columbia (2010)                           |                  |
| Adam Hansen                                                | 11 mai 1981        | HTC-Columbia (2010)                           |                  |
| Greg Henderson                                             | 10 septembrie 1976 | Team Sky (2011)                               |                  |
| Pim Ligthart                                               | 16 iunie 1988      | Vacansoleil-DCM (2013)                        |                  |
| Tomasz Marczyński                                          | 6 martie 1984      | Torku Şekerspor (2015)                        |                  |
| Maxime Monfort                                             | 14 ianuarie 1983   | RadioShack-Leopard (2013)                     |                  |
| Jürgen Roelandts                                           | 2 iulie 1985       | Davitamon-Win For Life-Jong Vlaanderen (2007) |                  |
| Marcel Sieberg                                             | 30 aprilie 1982    | HTC-Columbia (2010)                           |                  |
| Rafael Valls                                               | 25 iunie 1987      | Lampre-Merida (2015)                          |                  |
| Tosh Van der Sande                                         | 28 noiembrie 1990  | Omega Pharma-Lotto Davo (2011)                |                  |
| Jelle Vanendert                                            | 19 februarie 1985  | La Française des jeux (2008)                  |                  |
| Louis Vervaeke                                             | 6 octombrie 1993   | Lotto-Belisol U23 (2014)                      |                  |
| Jelle Wallays                                              | 11 mai 1989        | Topsport Vlaanderen-Baloise (2015)            |                  |
| Tim Wellens                                                | 10 mai 1991        | Lotto-Belisol U23 (2012)                      |                  |
| Kevin Deltombe (1 aug–31 dec, trainee)                     | 27 februarie 1994  | Lotto-Soudal U23 (2016)                       |                  |
| Michael Goolaerts (1 aug–31 dec, trainee)                  | 24 iulie 1994      | Lotto-Soudal U23 (2016)                       |                  |
| James Shaw (1 aug–31 dec, trainee)                         | 13 iunie 1996      | Lotto-Soudal U23 (2016)                       |                  |
|                                                            |                    |                                               |                  |
| Sources: ProCyclingStats Cycling Quotient Cycling Archives |                    |                                               |                  |

### 2010
Din 1 ianuarie 2010.
| Ciclist                  |
| ------------------------ |
| Mario Aerts (BEL)        |
| Jan Bakelants (BEL)      |
| Adam Blythe (GBR)        |
| Christophe Brandt (BEL)  |
| Wilfried Cretskens (BEL) |
| Francis De Greef (BEL)   |
| Kenny Dehaes (BEL)       |
| Mickaël Delage (FRA)     |
| Glenn D'Hollander (BEL)  |
| Michiel Elijzen (NED)    |
| Philippe Gilbert (BEL)   |
| Leif Hoste (BEL)         |
| Olivier Kaisen (BEL)     |

| Sebastian Lang (GER)         |
| Jonas Ljungblad (SWE)        |
| Matthew Lloyd (AUS)          |
| Gerben Löwik (NED)           |
| Daniel Moreno (ESP)          |
| Jean-Christophe Péraud (FRA) |
| Jurgen Roelandts (BEL)       |
| Staf Scheirlinckx (BEL)      |
| Tom Stubbe (BEL)             |
| Greg Van Avermaet (BEL)      |
| Jurgen Van Den Broeck (BEL)  |
| Jurgen Van Goolen (BEL)      |
| Jelle Vanendert (BEL)        |
| Charles Wegelius (GBR)       |